# Alain Courtois
Pour les articles homonymes, voir Courtois.
Alain Courtois est un homme politique belge né à Schaerbeek le 12 juin 1951, membre du Mouvement réformateur.

## Biographie
Licencié en droit et ancien secrétaire général de l'URBSFA, l'Union royale belge des sociétés de football association. En 2002, il est Directeur Général du Royal Sporting Club Anderlecht. Ancien substitut du Procureur du Roi à Bruxelles, il devient député fédéral MR-MCC de la circonscription électorale de Bruxelles-Hal-Vilvorde du 26 juin 2003 au 12 février 2004 en remplacement de Daniel Ducarme, devenu ministre-président de la Région de Bruxelles-Capitale et ministre des Arts, des Lettres et de l'Audiovisuel de la Communauté française. Ensuite, du 19 février 2004 au 28 juin 2004, il remplace Jacques Simonet, devenu ministre-président de la Région de Bruxelles-Capitale. Enfin, du 1er juillet 2004 jusqu'en 2007, Alain Courtois remplace Martine Payfa, élue au Parlement de la Région de Bruxelles-Capitale.
Grand amateur de football, il participe régulièrement comme consultant à l'émission "Vasyavoirdusport" sur la chaîne de radio belge Bel RTL.
Le 10 juin 2007, il est élu sénateur avec plus de 51 000 voix. Il fait également partie du comité sportif chargé d'étudier la possibilité d'organiser la Coupe du monde de football de 2018 au Benelux. Le projet s'appelle Beltomundial.
Le 17 juin 2010, il annonce son passage du MCC vers la composante PRL du Mouvement réformateur. Il sera ensuite coopté sénateur le 20 juillet 2010 jusque 2014, et deviendra par la même occasion Président de la Commission de Justice au Sénat.
Le 14 octobre 2012, Alain Courtois, en tant que tête de liste, ramène le MR dans la majorité au sein du Collège de la Ville de Bruxelles et en devient le Premier Echevin (Echevin de l'Etat Civil, des Sports, de la Démographie, des Cultes, de la Famille et des Seniors). Ce mandat lui permet d'appliquer localement sa vision d'intégration et de bien-être par le sport, en organisant divers événements sportifs en rue : Street 100m dans différents quartiers bruxellois, Zumba Party sur la Grand Place, Tai Chi dans les parcs, etc.
Il est élu député de la Région de Bruxelles-Capitale le 25 mai 2014 et prête serment le 11 juin 2014, il est vice-président de la COCOF.
En mars 2018, il a rejoint Alain Destexhe sur la nécessité de créer un courant libéral-conservateur au sein du MR pour défendre une ligne plus restrictive en matière d'immigration.
En septembre 2018, il assure qu'il ne briguera pas un nouveau mandat au sein de parlement bruxellois lors des régionales 2019.
En octobre 2018, fraîchement réélu, il annonce qu'il démissionnera de son poste de conseiller communal. Élections communales et provinciales belges de 2012

## Mandats politiques
- 23/06/2003 - 28/06/2007 :  Député à la Chambre des représentants ;
- 28/06/2007 - 25/05/2014 : Sénateur[6] ;
- 14/10/2012 - 15/11/2018 :  Conseiller communal de la  Ville de Bruxelles ;
- 03/12/2012 - 15/11/2018 : Echevin de la Ville de Bruxelles[6] ;
- 10/06/2014 - 26/05/2019 : Député au Parlement de la Région de Bruxelles-Capitale[6].

## Décorations
- Chevalier de l’Ordre de Léopold (2010)
- Citoyen d'honneur de Liège (2012)[7]